# Huawei P Smart 2019
Huawei P Smart 2019 — смартфон з лінійки Huawei P, який був анонсований компанією Huawei в грудні 2018 року. Наступник моделі, яка також вийшла у 2018 році Huawei P Smart. В Європі стартова ціна становитиме 250 доларів, продаж почнеться з 2 січня 2019 року. В Україні Huawei P Smart 2019 продається вже наприкінці грудня 2018 року за ціною 6499 грн.

## Зовнішній вигляд
Випускається у 2 кольорах: чорний (Black) та синій (Aurora blue). Корпус виготовлений з пластику з мінімальними рамками. Особливість телефону — екран з каплевидним вирізом.
Пристрій отримав дисплей на IPS матриці з діагоналлю 6,21 дюйма та розділовою здатністю 2340x1080 (Full HD+), який виробник називає Dewdrop Display. Екран підтримує режим Eye Comfort для зменшення негативного впливу на очі синього кольору.
Габарити: ширина 73,4 мм, висота 155,2 мм, глибина 7,95 мм, вага 160 г. Співвідношення сторін 19,5:9.

## Апаратне забезпечення
Смартфон побудований на базі восьмиядерного HiSilicon Kirin 710. Процесор власної розробки Huawei включає чотири ядра Cortex-A73 (64bit) з частотою 2.2 ГГц і ще чотири ядра Cortex-A53 (64bit) 1.7 ГГц. Графічне ядро — ARM Mali-G51 MP4.
Внутрішня пам'ять складає 64 ГБ з можливістю розширення до 512 Гб, Оперативна пам'ять — 3 ГБ.
Незнімний акумулятор Li-Ion 3400 мА/г.
Основна камера подвійна 13 + 2 Мп з діафрагмою f/1.8, з автофокусом та ефектом Боке.
Фронтальна камера 8 Мп (f/2.0) для знімків з ефектом Боке та функцією розпізнавання обличчя.
В цій моделі є модуль NFC для безконтактних платежів Google Pay.

## Програмне забезпечення
Huawei P Smart 2019 працює на операційній системі Android 9 (Pie) з графічною оболонкою EMUI 9.0.
Підтримує стандарти зв'язку: 4G LTE FDD: B1 / B3 / B7 / B8 / B20, 3G UMTS: B1 / 2 / 5 / 8, 2G GSM: B2 / 3 / 5 / 8
Бездротові інтерфейси: Wi-Fi 802.11 a/b/g/n/ac, dual-band, WiFi Direct, hotspot, Bluetooth 4.2, A2DP, LE.
Смартфон підтримує навігаційні системи: GPS, ГЛОНАСС.
Телефон підтримує аудіоформати: mp3, mp4, 3gp, ogg, aac, flac, midi
Формати відео: 3gp, mp4